# Grenouille léopard
Lithobates pipiens
Espèce
Synonymes
- Rana pipiens Schreber, 1782
- Rana virescens brachycephala Cope, 1889
- Rana burnsi Weed, 1922
- Rana kandiyohi Weed, 1922
- Rana noblei Schmidt, 1925

Statut de conservation UICN

 LC  : Préoccupation mineure
La Grenouille léopard, Lithobates pipiens,  est une espèce d'amphibiens anoures de la famille des Ranidae. C'est l'amphibien officiel de l'état du Vermont, aux États-Unis.

## Répartition
Cette espèce se rencontre dans le sud du Canada et aux États-Unis,.

## Publication originale
- Schreber, 1782 : Beytrag zur Naturgeschichte der Frösche. Der Naturforscher, Halle, vol. 18, p. 182-193.